# کریس گانون (بازیکن فوتبال)
کریس گانون (انگلیسی: Chris Gannon؛ زادهٔ ۱۳ مهٔ ۱۹۶۹) بازیکن فوتبال اهل بریتانیا است.
از باشگاه‌هایی که در آن بازی کرده‌است می‌توان به باشگاه فوتبال استیونج اشاره کرد.